# Universidad de Sevilla
La Universidad de Sevilla (US)  es una universidad pública con sede en Sevilla, Andalucía (España). Es una de las dos universidades públicas de Sevilla, junto con la Universidad Pablo de Olavide. 
Es la tercera universidad española en número de estudiantes, tras la UNED y la Complutense de Madrid, y la primera de Andalucía, así como una de las más antiguas, con más de 500 años de historia. En el Ranking de Times Higher Education se encuentra entre las 600-800 mejores universidades y entre las mejores 400 en Ingeniería y Tecnología y también en Ciencias informáticas a nivel mundial en 2019. Más de ochenta mil personas integran la comunidad universitaria entre alumnos, profesores y profesionales de administración y servicios. Cuenta con un notable patrimonio histórico artístico, en el que destacan siete edificios declarados Bien de Interés Cultural, miles de obras de arte, así como un importante archivo histórico.
Es impulsora, junto con la Universidad de Málaga, del proyecto Andalucía TECH, que obtuvo la categoría de Campus de Excelencia Internacional otorgada por el Ministerio de Educación español.
La Biblioteca de la Universidad de Sevilla, cuenta con una colección compuesta por 2.380.555 monografías y 77.591 revistas, tanto en formato impreso como electrónico. Según las estadísticas que proporciona el grupo de trabajo de estadísticas de REBIUN para 2021, es la quinta biblioteca universitaria más grande de España en función del número de personas usuarias a las que atiende, por detrás de la bibliotecas de la UNED, la Universidad Complutense de Madrid y la Universidad de Barcelona.

## Historia

### Colegio de Santa María de Jesús

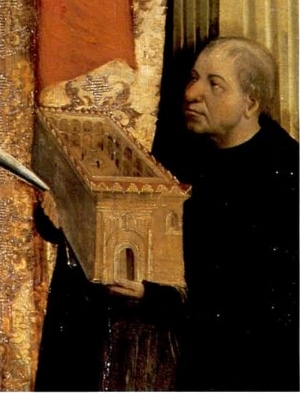
Maese Rodrigo Fernández de Santaella sosteniendo el Colegio de Santa María de Jesús ante la Virgen María. Alejo Fernández. Hacia 1518. Retablo mayor de la capilla de Santa María de Jesús, Sevilla.

En junio de 1498 hubo una comisión de los cabildos municipal y eclesiástico de la ciudad para tratar la creación de un estudio general en Sevilla. Entonces, ambos cabildos compartían su sede en el corral de los Olmos. En esa comisión estuvieron, entre otros: Rodrigo Fernández de Santaella, canónigo; Francisco de Mendoza, arcediano; Pedro de Fuentes, canónigo; y Jerónimo Pinelo, canónigo y maestrescuela. Por Real Cédula del 22 de febrero de 1502 los Reyes Católicos autorizaron al cabildo municipal a la creación de un estudio general en la ciudad.
El maese Rodrigo Fernández de Santaella fue nombrado arcediano de Reina por Alejandro VI en el 1500. Rodrigo decidió fundar un colegio en Sevilla. Contaba con el apoyo del cabildo de la ciudad y de la reina Isabel la Católica, que el 20 de marzo de 1500 le envió una carta al papa Julio II para que autorizase la fundación. En 1503 comenzó la construcción, en unas casas cercanas a la Puerta de Jerez. La bula pontificia se otorgó el 12 de julio de 1505. Esta bula autorizaba a la fundación de colegio, universidad y capilla propia, en el que se impartiesen grados de Lógica, Filosofía, Teología, Derecho Canónico, Derecho Civil y Artes. Por bula de Julio II del 16 de junio de 1508 se autorizó también que impartiesen el grado de Medicina. También en 1508, el papa nombró jueces conservadores de la institución al prior del monasterio de Santiago de la Espada y a los arcedianos de Reina y de Carmona. La construcción de la capilla de Santa María de Jesús comenzó en 1505 y fue consagrada el 17 de mayo de 1506. Las obras de la capilla finalizaron en 1519.
En sus testamentos de 1508 y 1509, maese Rodrigo dejó como albaceas a: Pedro de Fuentes, canónigo; Fernando Ruiz de Hojeda, clérigo de la iglesia de San Julián que luego fue canónigo de la catedral; y María Sánchez, que fue su ama de casa. Rodrigo falleció en 1509 y sus tres albaceas continuaron con el patronazgo del colegio. Alonso de Campos, arcediano de Almuñécar, convocó las primeras plazas para estudiantes en 1517 y publicó los primeros estatutos en 1518. Recibió a los primeros estudiantes en 1518.

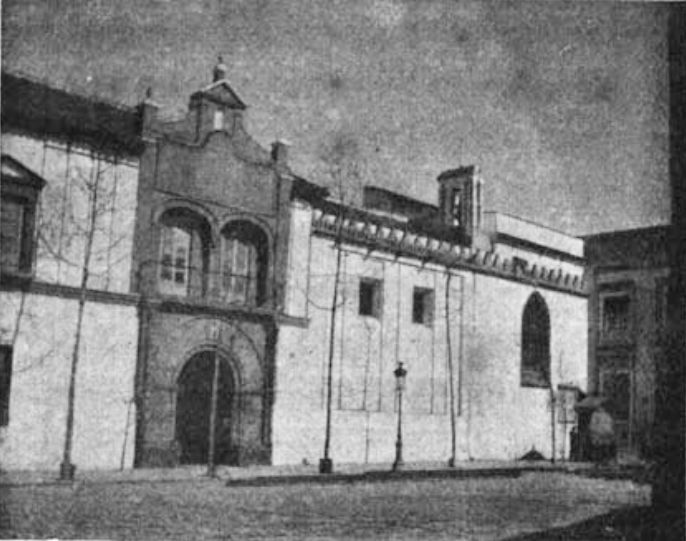
El Colegio de Santa María de Jesús en 1899. A la derecha se encuentra la capilla, que en la actualidad se conserva.

La construcción del colegio finalizó hacia 1520. En 1526 se amplió con la adquisición de una parcela aneja que pertenecía al Alcázar.
En 1551 el cabildo municipal concedió al colegio de Santa María de Jesús el rango de estudio general, a lo que estaban autorizados gracias a la Real Cédula de los Reyes Católicos de 1502.
En el colegio de Santa María de Jesús contaba con una universidad, también llamada de Santa María de Jesús, que fue adquiriendo más importancia con el estatuto de 1565. En 1621 se realizaron unos nuevos estatutos que le dieron a la universidad mayor independencia con respecto al colegio que, por su lado, pasó a contar con el apadrinamiento del conde-duque de Olivares y pasó a llamarse Colegio Mayor de Santa María de Jesús, lo que lo diferenciaba más del cercano Colegio de Santo Tomás, regido por los dominicos.
En 1621 esta universidad tenía cuatro facultades: Teología, Cánones y Leyes, Medicina y Artes, y otorgaba los grados de bachiller, licenciado y doctor en todas las facultades, junto con el de maestro por la Facultad de Artes.
En 1767 Pablo de Olavide, asistente de Sevilla, tras conocer la situación de la universidad, elaboró un informe en el que participaron otras personalidades, entre las que estuvieron los clérigos José Cevallos y Luis Germán y Ribón, de la Real Academia Sevillana de Buenas Letras. En él se propuso: el fin de los centros de estudios de teología, que estaban organizados por distintas órdenes religiosas; que las cátedras se secularizaran y dejaran de ser a perpetuidad para ser trienales; la elaboración de nuevos textos para las facultades de Teología, Artes o Filosofía, Cánones y Leyes y Medicina, así como un nuevo curso de Matemáticas; y una mayor independencia de la universidad con respecto al colegio. Estas propuestas fueron aprobadas por Real Cédula de 1769.
En 1767 se produjo la expulsión de los jesuitas de España. En 1768 Olavide propuso que la universidad se trasladase a la antigua casa profesa de esa orden, un edificio del siglo XVI en la calle Laraña. Esto fue aprobado por Real Orden del 31 de mayo de 1768. El traslado tuvo lugar en 1771.
El colegio fue desamortizado en 1835. Fue utilizado como cuartel de la milicia local. En 1848 fue reformado y acogió el seminario de la diócesis. Con este uso, fue objeto de una gran reforma a finales del siglo XIX. El palacio de San Telmo fue legado al arzobispado por la infanta María Luisa de Borbón. El seminario se trasladó al palacio en 1901 y el edificio del colegio fue vendido al promotor inmobiliario Juan Bautista Calvi. En 1909 fue derribado para la creación de la actual avenida de la Constitución. La portada fue trasladada al compás del convento de Santa Clara, donde fue montada en 1922 por Juan Talavera y Heredia cuando una parte del convento pasó a ser usada como museo municipal. La portada permanece en el convento de Santa Clara. Se ha conservado la capilla del colegio, que pasó a ser la sede del Consejo de Hermandades y Cofradías.

### Universidad Literaria

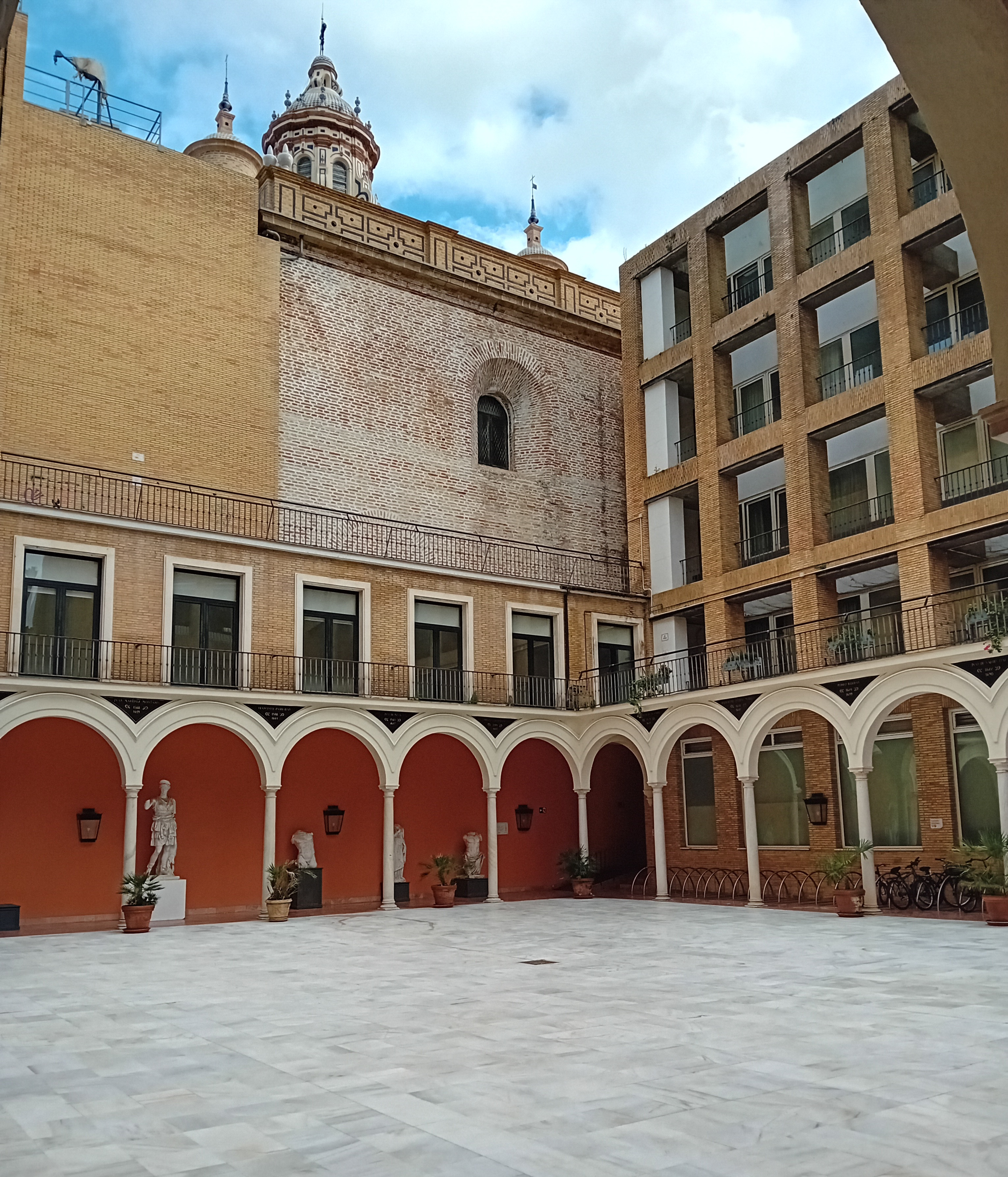
Patio de la antigua casa profesa de los jesuitas, que fue sede de la Universidad Literaria. En la actualidad es sede de la Facultad de Bellas Artes.

En 1772 este centro, separado ya del colegio mayor de Santa María de Jesús, pasó a llamarse Real Universidad Literaria. Tuvo este nombre hasta 1845.
La Real Cédula del 12 de julio de 1807, promovida por el ministro José Antonio Caballero, implementó en todas las universidades españolas el plan de estudios aprobado ese año por la Universidad de Salamanca y suprimió todas las universidades menores, como las de Baeza y Osuna. Ambas fueron restituidas en 1815, aunque fueron suprimidas definitivamente en 1824. En el siglo XIX se realizaron nuevos planes generales universitarios y reformas que afectaban a determinadas facultades españolas.
En 1843 se fundó la Biblioteca Provincial y Universitaria de Sevilla.

### Universidad Hispalense

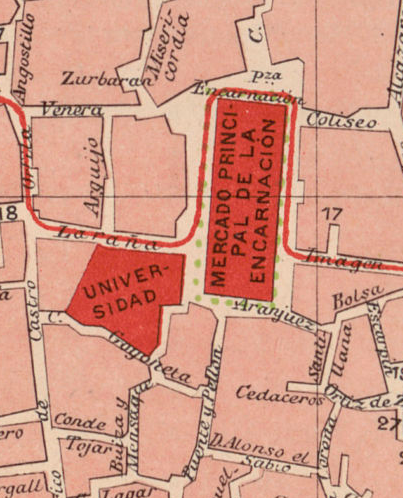
La Universidad en la plaza de la Encarnación, en un plano de 1910.

Entre 1845 y 1868 la Biblioteca Provincial y Universitaria estuvo dirigida por Ventura Camacho y Carbajo, que realizó una labor de clasificación y adquisición de nuevos libros que la convirtió en una de las más importantes de España.
El Plan General de 1845 suprimió la Teología en todas las universidades excepto en cinco, entre ellas la de Sevilla. En 1852 se suprimieron las facultades de teología en todas las universidades. Sevilla logró recuperar la Facultad de Teología en 1854, pero esta fue clausurada definitivamente por el régimen surgido de la Revolución de 1868.
En 1857, con la Ley Moyano, se creó la Facultad de Ciencias Exactas, Físicas y Naturales de la Universidad de Sevilla.
Las leyes del siglo XIX fueron acompañadas de nuevas cátedras, la reforma de las facultades y la aparición de seminarios y bibliotecas especializadas.
La reforma de 1843 suprimió la enseñanza de la medicina en Sevilla, cesando las clases en la ciudad en 1845 y trasladándose la Facultad de Medicina de la Universidad de Sevilla a la ciudad de Cádiz,en pleno apogeo. La Biblioteca Provincial y Universitaria también se encargaba de la Biblioteca de la Facultad de Medicina en Cádiz. En 1868 se creó la Escuela Libre de Medicina en Sevilla. En 1917 se fundó la Facultad de Medicina en la ciudad de Sevilla.

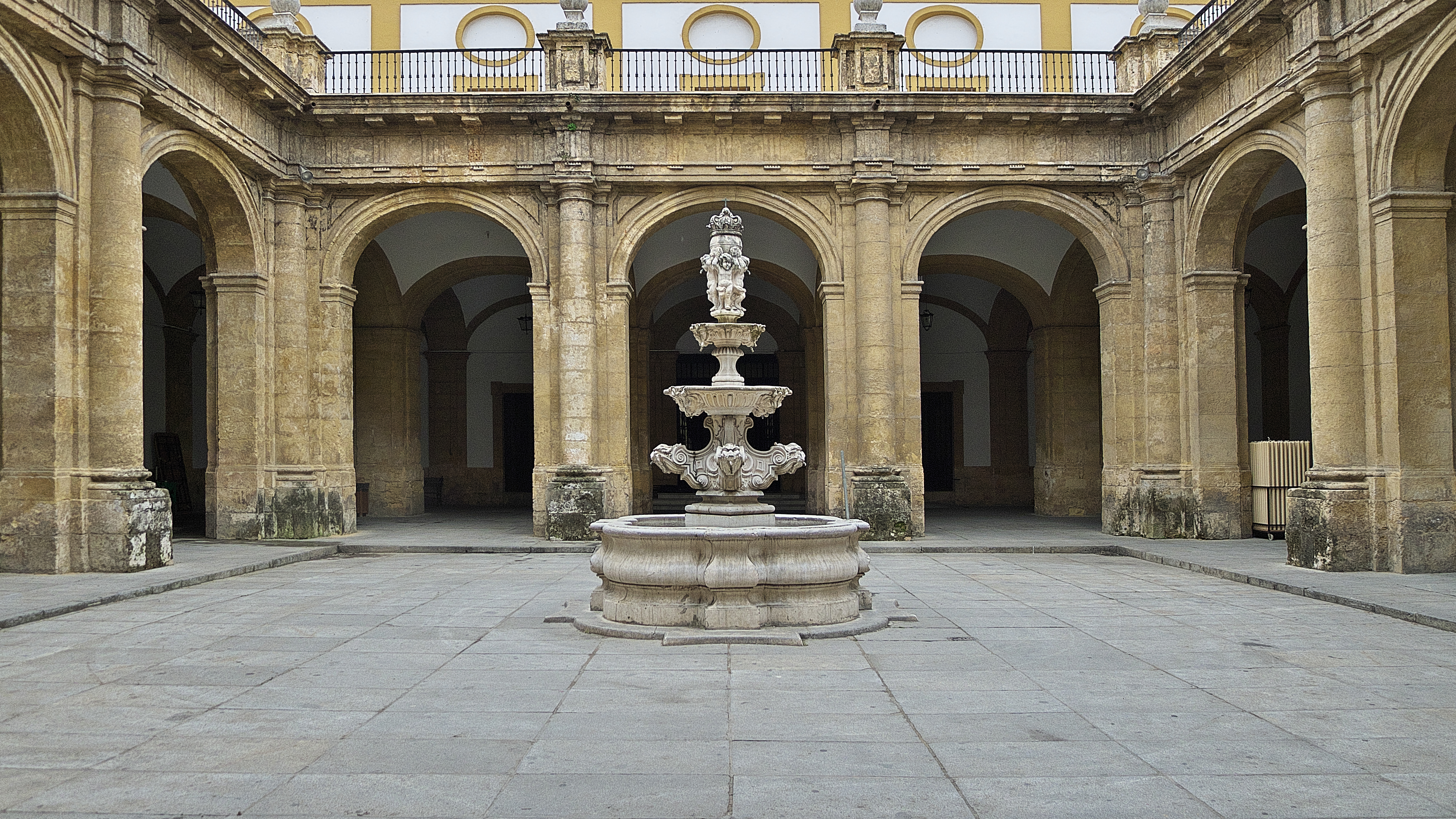
Patio de la Real Fábrica de Tabacos.

En 1954 la Universidad de Sevilla se trasladó al edificio de la Real Fábrica de Tabacos, un edificio del siglo XVIII.
En los años 60 se crearon las Escuelas Técnicas Superiores de Arquitectura e Ingenieros Industriales. En la década siguiente se crearon los estudios de Económicas y Farmacia, se dividió la Facultad de Ciencias dando lugar a las de Biología, Física, Química y Matemáticas, y se creó el Colegio Universitario de la Rábida.
La implantación de nuevos estudios vino acompañada por la descentralización geográfica de la Universidad. Se crearon centros en las provincias de Badajoz, Cádiz y Córdoba, de los que posteriormente surgieron las actuales universidades de Cádiz y Córdoba y el campus de Badajoz de la Universidad de Extremadura.
La Constitución Española de 1978 revisó el tradicional régimen centralista de la universidad española, reconociendo la autonomía de las universidades. Al mismo tiempo, la nueva organización territorial del Estado supuso una distribución de competencias universitarias entre los distintos poderes públicos.
La Ley de Reforma Universitaria de 1983, dictada de acuerdo con lo establecido en el texto constitucional, estableció un marco que permitió la renovación de la vida universitaria. Esta norma-marco contempló la universidad como un servicio público referido a los intereses generales, garantizando la participación en su gobierno de las diversas fuerzas sociales.
La Ley Orgánica de Universidades de 2001 revisó el marco normativo de la universidad con el propósito de impulsar la acción de la Administración General del Estado en la vertebración y cohesión del sistema universitario, de profundizar las competencias de las comunidades autónomas en materia de enseñanza superior, de incrementar el grado de autonomía de las Universidades, y de establecer los cauces necesarios para fortalecer las relaciones y vinculaciones recíprocas entre Universidad y Sociedad.
En uso de las competencias conferidas por la Ley Orgánica de Universidades, el Parlamento de la comunidad autónoma de Andalucía aprobó en 2003 la Ley Andaluza de Universidades, con objeto de desarrollar las funciones que aquella otorga a las comunidades autónomas y profundizar en el desarrollo y coordinación del sistema universitario andaluz.
La Universidad de Sevilla elaboró su estatuto en el año 2003, siendo aprobado por Decreto de la Junta de Andalucía de 25 de noviembre de 2003, aunque actualmente debido a la Ley Orgánica del Sistema Universitario, la Universidad de Sevilla se encuentra envuelto en un proceso de cambio de estatuto, con el proyecto actual estando bajo revisión de la Junta de Andalucía.

## Estudiantes
- Estudiantes matriculados
  - Primer y segundo ciclo: 57.009 en centros propios y 2.783 en adscritos
  - Tercer Ciclo: 3.130
  - Postgrado: 3.555
  - Enseñanzas Instituto de Idiomas: 3.273

- Estudiantes graduados
  - Primer y segundo ciclo: 7.364 en centros propios y 691 en adscritos
  - Tercer ciclo: 308

## Organización

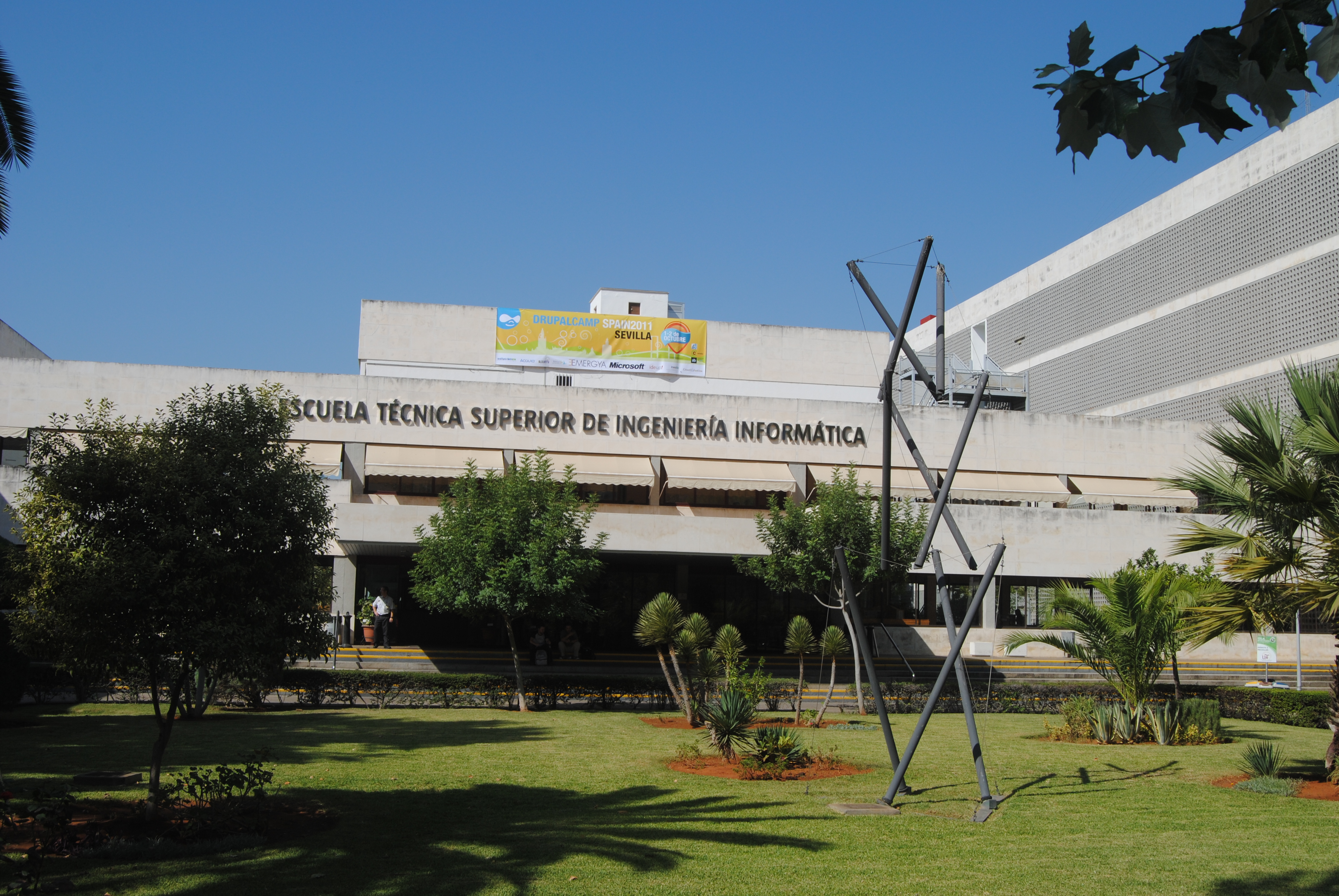
Fachada de la Escuela Técnica Superior de Ingeniería Informática de la Universidad de Sevilla.

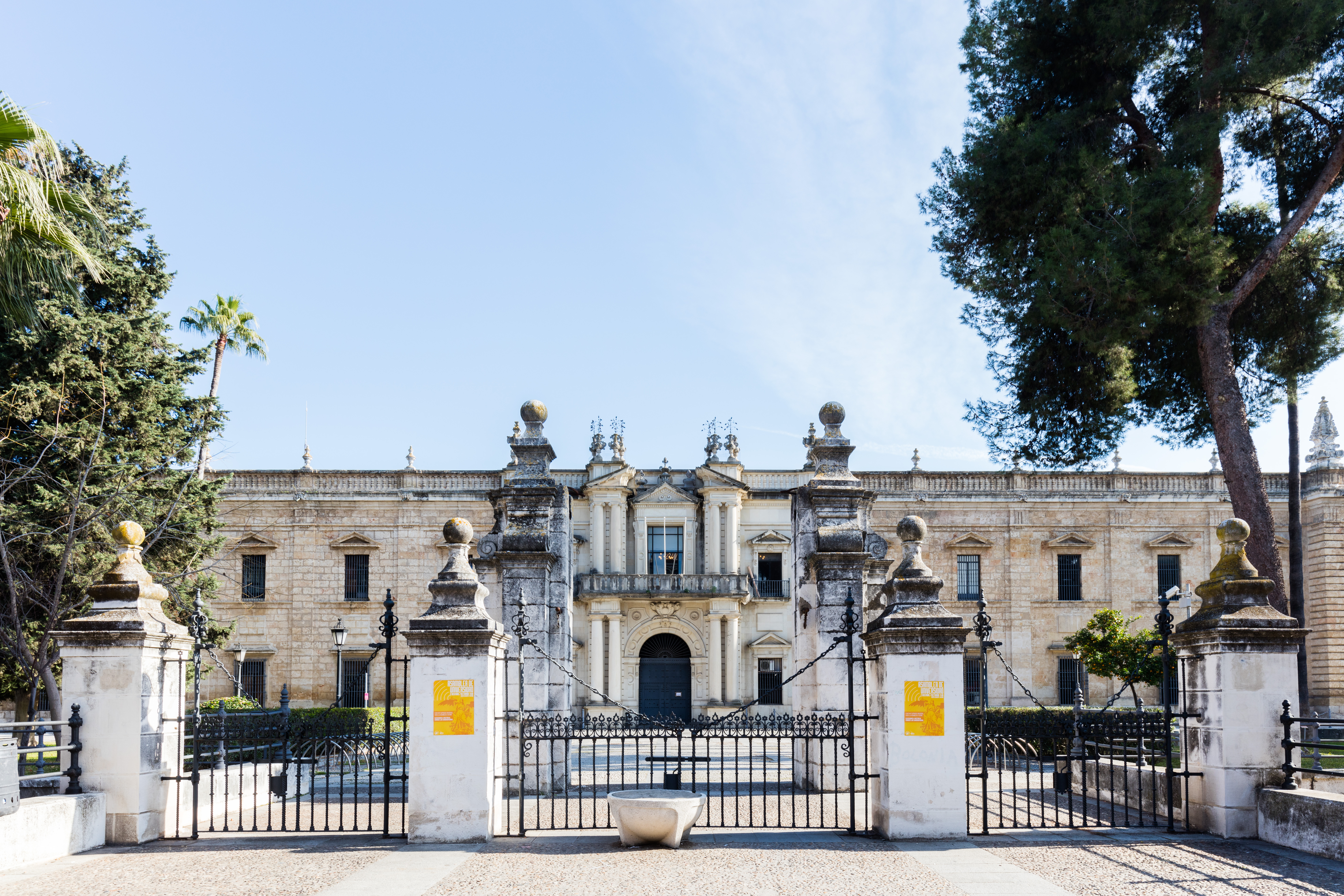
Facultad de Geografía e Historia.

- Centros universitarios: 27 propios y 6 adscritos[2]
- Departamentos universitarios: 133
- Áreas de conocimiento: 157

Centros propios
- Edificio Central (Fábrica de Tabacos):
  - Facultad de Filología
  - Facultad de Geografía e Historia
- Campus Centro:
  - Facultad de Bellas Artes
- Campus Reina Mercedes:
  - Facultad de Biología
  - Facultad de Farmacia
  - Facultad de Física
  - Escuela Técnica Superior de Ingeniería Informática
  - Facultad de Matemáticas
  - Facultad de Química
  - Escuela Técnica Superior de Arquitectura
  - Escuela Técnica Superior de Ingeniería de Edificación
- Campus Ramón y Cajal:
  - Facultad de Ciencias Económicas y Empresariales
  - Facultad de Turismo y Finanzas
  - Facultad de Filosofía
  - Facultad de Psicología
- Campus Pirotecnia
  - Facultad de Derecho
  - Facultad de Ciencias del Trabajo
  - Facultad de Ciencias de la Educación
- Campus Macarena:
  - Facultad de Medicina
  - Facultad de Enfermería
    - Unidad docente del Hospital Universitario Virgen de Valme
    - Unidad docente del Hospital Universitario Virgen del Rocío
    - Unidad docente del Hospital Universitario Virgen Macarena

  - Facultad de Fisioterapia
  - Facultad de Podología
  - Facultad de Odontología
- Campus Cartuja:
  - Escuela Técnica Superior de Ingeniería
  - Facultad de Ciencias de la Comunicación
- Campus Los Remedios:
  - Escuela Politécnica Superior
- Pablo de Olavide:
  - Escuela Técnica Superior de Ingeniería Agronómica

Centros adscritos
- Centro de Estudios Universitarios Cardenal Spínola. Bormujos.
- Centro de Estudios Universitarios Francisco Maldonado. Osuna.
- Escuela Universitaria de Enfermería de la Cruz Roja Española. Sevilla.
- Escuela Universitaria de Enfermería San Juan de Dios. Bormujos.
- Centro Universitario EUSA. Sevilla.

Otros centros
- Instituto de Ciencias de la Educación[35]
- Instituto de Idiomas

### Programa de grado
- Grado: 67[2]

### Programa de posgrado
- Máster: 91
- Programas de doctorado: 99
- Estudios de postgrado: 238

### Cátedras
La Universidad cuenta con más de 20 cátedras empresariales y otras académicas (como flamencología)

## Clasificaciones universitarias
Según los ranking de catalogación de universidades internacionales de Shanghái y QS, la Universidad de Sevilla se sitúa entre las mejores 500 a nivel mundial. En Andalucía la Universidad de Sevilla se sitúa como la segunda, detrás en la clasificación de la Universidad de Granada.